# Wyrobisko podziemne

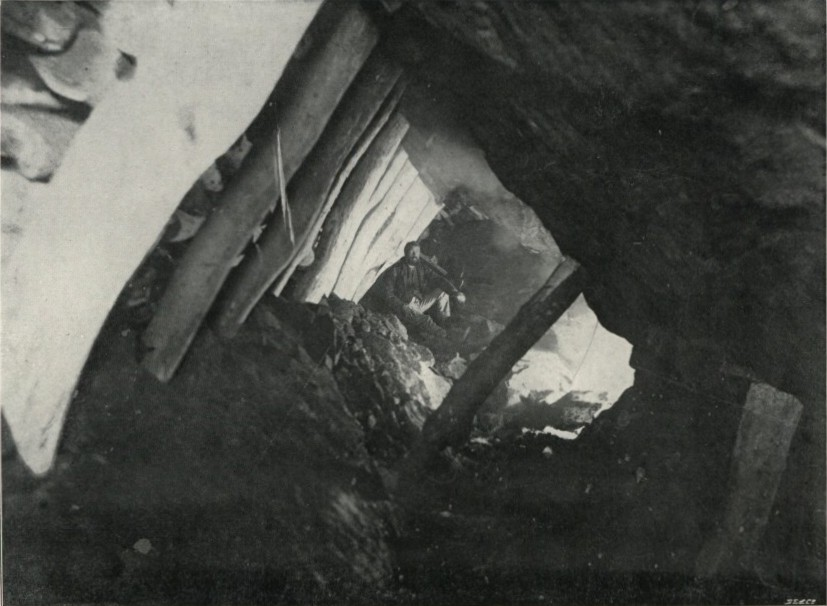
Wyrobisko w kopalni w Johannesburgu, ok. 1900 r.

Wyrobisko podziemne – pusta przestrzeń w górotworze powstała wskutek usunięcia skał w ramach robót górniczych. Aby przestrzeń ta zachowała swą funkcjonalność, najczęściej niezbędne jest jej zabezpieczenie zwane obudową górniczą.

## Podział górniczych wyrobisk podziemnych
Wśród podziemnych wyrobisk górniczych możemy wyróżnić:
- wyrobiska korytarzowe
- wyrobiska komorowe

### Ze względu na przebieg
- pionowe (np. szyb)
- poziome (np. chodnik)

### Ze względu na kształt przekroju poprzecznego
- kołowe
- prostokątne
- trapezowe
- eliptyczne
- łukowe

### Ze względu na przeznaczenie
- wyrobiska poszukiwawczo-rozpoznawcze
  - szybiki poszukiwawcze
  - rowy poszukiwawcze
  - sztolnie poszukiwawcze
- wyrobiska udostępniające
  - Główne
    - sztolnia
    - upadowa
    - szyb

  - Podziemne
    - przecznica
    - przekop kierunkowy
    - pochylnia centralna
    - chodnik podstawowy
    - szybik udostępniający
- wyrobiska przygotowawcze
  - chodnik
  - upadowa
  - pochylnia
  - przecinka
- Wyrobiska eksploatacyjne – nazywane różnie w zależności od systemu eksploatacji
  - ubierka
  - zabierka
  - ściana
  - komora

### Ze względu na usytuowanie
- wyrobiska kamienne – wyrobisko korytarzowe usytuowane w skałach płonnych, do 20% przybierki złoża
- wyrobiska kamienno-złożowe – przybierka złoża 20–90%
- wyrobiska złożowe – wykonane w złożu, do 10% przybierki skały płonnej